# Савальниекс, Робертс
Робертс Савальниекс (латыш. Roberts Savaļnieks; родился 4 февраля 1993 года, Валмиера, Латвия) — латвийский футболист, защитник клуба РФС и сборной Латвии.

## Клубная карьера
Робертс Савальниекс является воспитанником «Металлург (Лиепая)». За основную команду дебютировал в матче против «Олимп/РФС». За резерв клуба дебютировал в матче против «Ауды». В матче против «Валмиеры» оформил дубль. Всего за 4 года за «Металлург (Лиепая)» Савальниекс сыграл 83 матча, где забил 7 мячей.
В январе 2014 года перешёл в футбольный клуб «Ягеллония». За клуб сыграл 3 матча: против «Руха», против «Подбескидзе» и против «Видзева».
1 июля 2014 года Робертс Савальниекс перешёл в «Лиепаю». За клуб дебютировал в матче против «Даугавы». Свой первый гол за «Лиепаю» Савальниекс забил в ворота «Даугавпилса». Всего за «Лиепаю» Робертс Савальниекс сыграл 27 матчей, где забил 3 гола.
В 2016 году на правах аренды перешёл в «Ригу». За клуб дебютировал в матче против «Вентспилса», где сразу же отдал голевой пас. Свой первый гол Робертс забил в ворота всё того же клуба. Всего за «Ригу» Савальниекс сыграл 22 матча, где забил 5 мячей.
1 января 2017 года перешёл в РФС. За клуб дебютировал в матче против «Спартак Юрмала». Всего за первый сезон в РФС Робертс Савальниекс сыграл 26 матчей, где отдал 6 голевых передач. В матче против «Метта» Робертс забил свой первый гол. Свой первый дубль Савальниекс оформил в матче против «Лимбажи» в Кубке Латвии (15:0 в пользу РФС). За второй сезон за клуб Робертс Савальниекс сыграл 31 матч, где забил 9 мячей и отдал 6 голевых передач. В следующем сезоне вместе с командой стал обладателем Кубка Латвии. В 2021 году вместе с клубом выиграл чемпионат и кубок Латвии. Всего за клуб сыграл 144 матча, где забил 11 мячей.
1 января 2022 года вернулся в «Лиепаю». За клуб дебютировал в матче против «Супер Нова». Из-за перебора жёлтых карточек пропустил матч против «Тукумс 2000». Всего за клуб сыграл 38 матчей, где отдал 10 голевых передач.
1 января 2023 вернулся в РФС. Дебют за клуб состоялся в матче против «Валмиеры».

## Карьера в сборной
Играл за сборные Латвии до 18, 19, 21 лет. Всего за молодёжные сборные Латвии Робертс Савальниекс сыграл 16 матчей, где забил 3 мяча. Сыграл 1 матч против Эстонии за сборную Латвии до 23 лет. За основную сборную Робертс Савальниекс дебютировал в матче против Словакии. Свое первое результативное действие сделал в матче против Азербайджана: на 93-й минуте после подачи Робертса забил гол Робертс Улдрикис. Свой первый гол Робертс Савальниекс забил в ворота Турции.

## Достижения

### Клубные
- Чемпион Латвии по футболу: 2009, 2015, 2021
- Обладатель Кубка Латвии: 2019, 2021

### Сборная Латвии
- Обладатель Кубка Балтии: 2016, 2018